# Gerichtsberg
De Gerichtsberg is een bergpas in de Oostenrijkse deelstaat Neder-Oostenrijk en vormt een verbinding tussen het Triestingtal en het Gölsental. De pas ligt op slechts 439 meter hoogte, maar vormt desondanks de waterscheiding tussen de afwatering naar het Wiener Becken en naar het noorden via de rivier Traisen. Dientengevolge kan de bergpas in de winter een verkeershindernis vormen, omdat de situatie er kritischer kan zijn dan in de nabijgelegen dalen.
De Via Sacra, de pelgrimsroute van Wenen en Mariazell, loopt over de Gerichtsberg. Naast de rijksweg Hainfelder Straße (B18) loopt ook de Leobersdorferspoorlijn, welke echter op economische gronden is gesloten. Omdat de weg bekendstaat als sluiproute tussen de West Autobahn en de Wiener Außenring Autobahn naar de Süd Autobahn, is de pas gesloten voor het vrachtverkeer. Een uitzondering wordt echter gemaakt voor het vrachtverkeer dat in het Triestingtal of het Gölsental dient te zijn.
Arlberg · Bielerhöhe · Brenner · Fern · Flexen · Gerlos · Großglockner · Hahntennjoch · Katschberg · Kühtai · Pfitscherjoch · Plöcken · Radstädter Tauern · Reschen · Seefeld · Sölk · Staller Sattel · Timmelsjoch · Triebener Tauern · Turracherhöhe · Zeinis